# چیما اوکوروجی
چیما اوکوروجی (انگلیسی: Chima Okoroji؛ زادهٔ ۱۹ آوریل ۱۹۹۷) بازیکن فوتبال اهل آلمان است.
از باشگاه‌هایی که در آن بازی کرده‌است می‌توان به باشگاه فوتبال آگسبورگ اشاره کرد.